# Svenska Kyrkans Unga
Svenska Kyrkans Unga är en fristående och demokratisk barn- och ungdomsorganisation inom Svenska kyrkan. Den startade den 1 januari 1993 efter ett möte den 5–6 december 1992 som ledde till en sammanslagning av flera inomkyrkliga barn- och ungdomsorganisationer, där de två största var Ansgarsförbundet och Kyrkans Ungdom. Organisationen har runt 14 000 medlemmar fördelade på upp emot 400 lokalavdelningar runt om i Sverige, den största lokalavdelningen återfinns i Täby församling norr om Stockholm.
Organisationens förbundskansli ligger på Klostergatan 13 i Uppsala, där även förbundsstyrelsen har sitt huvudsäte.

## Beslutande organ[4]
Svenska Kyrkans Unga är en demokratisk och oberoende organisation, vilket gör att alla beslut inom organisationen fattas av medlemmarna. Detta gör att Svenska Kyrkans Ungas organisation och relation till Svenska kyrkan i många delar liknar de politiska ungdomsförbundens organisation och relation till moderpartierna. För att vara valbar inom organisationen måste man som huvudregel vara medlem i organisationen och därmed ej äldre än 30 år.

### Nationell nivå
På nationell nivå är Riksårsmötet (RÅM) högsta beslutande organ, dit distrikten skickar ombud.

### Regional nivå
På regional nivå är distriktsårsmötet (DÅM) högsta beslutande organ. DÅM hålls varje år och de i distriktet ingående lokalavdelningarna utser ombud till DÅM i förhållande till lokalavdelningens medlemsstorlek. På DÅM utses även ombud som ska skickas till RÅM.

### Lokal nivå
På lokal nivå är lokalavdelningens årsmöte (LAÅM) eller medlemsmöte högsta beslutande organ där alla lokalavdelningens medlemmar har rösträtt. Vid LAÅM väljs ofta en lokalavdelningsstyrelse (vissa små lokalavdelningar saknar styrelse) som fattar alla verkställande beslut i lokalavdelningen. I lokalavdelningar med egen ekonomisk förvaltning fattas även alla ekonomiska beslut av styrelsen, med hänsynstagande till den av årsmötet antagna budgeten. På LAÅM väljs ombud till distriktsårsmötet.

## Årsmöte[9]
Fram till 2015 höll organisationen sina årsmöten vartannat år och delade dem i två kategorier: ett större årsmöte (SÅM) och ett mindre årsmöte (LÅM). Det stora årsmötet (SÅM) ägde rum under udda år och hade huvudansvaret för beslut, medan det lilla årsmötet (LÅM), som inträffade under jämna år, var inriktat på granskning, särskilt ekonomisk och verksamhetsmässig granskning inför det stora årsmötet. Lilla årsmötet hade inte makt att besluta om ansvarsfrihet och liknande frågor; dessa behandlades istället vid det stora årsmötet. Det var också på de stora årsmötena som motioner och propositioner debatterades. De stora årsmötena samlade deltagare från lokalavdelningarna, medan de granskande små årsmötena (LÅM) hade förtroendevalda deltagare från olika distrikt, vilket resulterade i betydligt större deltagarantal vid de stora årsmötena.
År 2015 genomgick årsmötesstrukturen förändringar. Från och med 2016 hålls årsmöten årligen och förenar både beslutande och granskande funktioner inom ett och samma möte. Diskussionen kring motioner och propositioner äger nu rum under Riksårsmötet, en praxis som skiljer sig från det tidigare upplägget vid de små årsmötena LÅM. Den tidigare årsmötesstrukturen byggde på en kombination av metoder från Ansgarsförbundet och Riksförbundet Kyrkans Ungdom. Den tvååriga årscykeln uppstod som resultat av sammanförandet av båda organisationernas årsmötestraditioner när de avvecklades år 1992 för att ge plats åt bildandet av Svenska Kyrkans Unga.

### Svenska Kyrkans Unga har haft årsmöten på följande år och ort

#### Stora årsmötet (SÅM)
- 1993 Skara
- 1995 Luleå
- 1997 Falun
- 1999 Uppsala
- 2001 Alingsås
- 2003 Karlstad
- 2005 Örebro
- 2007 Luleå
- 2009 Uppsala
- 2011 Uppsala
- 2013 Uppsala
- 2015 Borås

#### Extrainsatt årsmötet (XÅM)
- 2004 Solna (extrainsatt årsmöte)

#### Lilla årsmötet (LÅM)
- 2012 Göteborg (Lilla årsmötet)
- 2014 Stjärnholm, Oxelösund (Lilla årsmötet)

#### Riksårsmöten (RÅM)
- 2016 Sjövik
- 2017 Örnsköldsvik
- 2018 Hässleholm
- 2019 Hallunda
- 2020 Digital med anledning av coronaviruspandemin, planerat att genomföras i Umeå
- 2021 Digital med anledning av coronaviruspandemin, planerat att genomföras i Umeå
- 2022 Flämslätts stiftsgård
- 2023 Jönköping
- 2024 Digitalt med hänvisning till ekonomiska överväganden.
- 2025 Skellefteå

## Beslut och verksamhet
Mycket av organisationens verksamhet är koncentrerad till ungdomar i konfirmandålder och däröver, men detta skiljer sig dock åt mellan olika lokalavdelningar. Verksamheten båstår av ett brett ungdomsarbete med läger, kvällsaktiviteter och ungdomsgudstjänster som grund, detta ofta i nära samarbete med Svenska kyrkan och deras personal. Beroende på lokalavdelningens storlek och engagemang utformas det egna arbetet olika och friheten är stor vad gäller vilken typ och storlek på verksamheten man vill bedriva i lokalavdelningens egen regi. För många lokalavdelningar är distriktens verksamhet en central del av ungdomsarbetet och man samordnar verksamheter mellan lokalavdelningar för att nå en bredare skara deltagare. Andra lokalavdelningar är helt fristående både från församlingens ungdomsarbete och personal och distriktens verksamhet och anordnar all verksamhet själva. 
Frågan om verksamhetens organisering och relationen till Svenska kyrkan är en ofta uppkommande fråga. Synen på vilken organisationsform som är bäst lämpad skiljer sig mycket åt mellan olika lokalavdelningar och distrikt. Vissa förespråkar ett tätt samarbete med Svenska kyrkan med stort församlingsinflytande och överlappande verksamhet medan andra betonar organisationens självständighet och medlemmarnas inflytande och absoluta självbestämmanderätt. Organisationens nuvarande ställningstagande i frågan är att Svenska Kyrkans Unga ska vara en fristående organisation med stort medlemsinflytande men i frivilligt samarbete med Svenska kyrkan.
En annan stridbar fråga inom organisationen är den demokratiska förvaltningen. Detta speglar sig på alla nivåer. Skillnaden i styrning av lokalavdelningarna är ofta stor där vissa lokalavdelningar saknar styrelse och där all verksamhet styrs och samordnas av församlingspersonal men med inflytande från medlemmarna i form av årsmöte. Andra lokalavdelningar har lokalavdelningsstyrelse som ett krav i stadgarna och där den valda styrelsen sköter all verksamhet helt fri från församlingspersonal och där lokalavdelningen även har en helt fristående ekonomi, finansierad genom olika församlings- och kommunbidrag eller deltagaravgifter.

## Organisatorisk indelning[17]

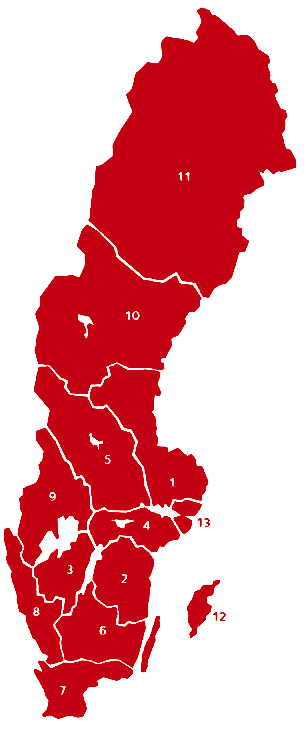
Svenska Kyrkans Ungas distriktsindelning. (1 - Uppsala distrikt, 2 - Linköpings distrikt, 3 - Skara distrikt, 4 - Strängnäs distrikt, 5- Västerås distrikt, 6 - Växjö distrikt, 7 - Lunds distrikt, 8 - Göteborgs distrikt, 9 - Karlstad distrikt, 10 - Härnösand distrikt, 11- Luleå distrikt, 12 - Visby distrikt, 13 - Stockholm distrikt)

Svenska Kyrkans Unga har en regional organisationsindelning som följer Svenska kyrkans stiftsindelning, med 13 distrikt. I varje distrikt finns sedan lokalavdelningar, som bedriver verksamhet på lokal nivå i nära samarbete en församling.

### Distriktsorganisationerna
- 1. Uppsala
- 2. Linköping
- 3. Skara
- 4. Strängnäs
- 5. Västerås
- 6. Växjö
- 7. Lund
- 8. Göteborg
- 9. Karlstad
- 10. Härnösand
- 11. Luleå
- 12. Visby
- 13. Stockholm

## Medlemskap[14]

### Medlem
Svenska Kyrkans Unga är en organisation av och för barn och unga. Därför är det personer upp till 30 år som får rösta på årsmöten och som får ha förtroendeuppdrag. Medlemskapet är gratis och behövs vid varje nytt kalenderår förnyas.  

## Kopplingar till Svenska kyrkan
Svenska Kyrkans Unga är en fristående organisation, bestående av ideella föreningar, knuten till Svenska kyrkan. Mycket av organisationens verksamhet sker också i samarbete med Svenska kyrkans personal och i Svenska kyrkans lokaler. Vid Kyrkomötet 2018 bekräftade kyrkomötet att - Svenska Kyrkans Unga är Svenska kyrkans officiella barn- och ungdomsorganisation.

## Förbundsordförande[9]
Följande personer har varit ordförande.
| Nr | Namn                              | Ämbetstid | Distrikt         | Lokalavdelning                                  |
| -- | --------------------------------- | --------- | ---------------- | ----------------------------------------------- |
| 1  | Gunilla Casserstedt Lundgren      | 1993-1995 | Strängnäs stift  |                                                 |
| 2  | Helena Karlsson                   | 1994-1997 | Luleå stift      |                                                 |
| 3  | David Sundén                      | 1997-2001 | Växjö stift      |                                                 |
| 4  | Erik Sjöstrand (tidigare Persson) | 2001-2005 | Lunds stift      | Svenska Kyrkans Unga i Lyckå församling         |
| 5  | Maria Wingård                     | 2005-2009 | Luleå stift      |                                                 |
| 6  | Johan Berkman                     | 2009-2013 | Stockholms stift | Svenska Kyrkans Unga i Huddinge - The Holy Gang |
| 7  | Amanda Carlshamre                 | 2013-2017 | Skara stift      | Svenska Kyrkans Unga i Skara                    |
| 8  | Jakob Schwarz                     | 2017-2021 | Uppsala stift    | Svenska Kyrkans Unga Holy Helga                 |
| 9  | Tova Mårtensson                   | 2021-2023 | Lunds stift      | Svenska Kyrkans Unga i Maria Magdalena          |
| 10 | Clara Olsson                      | 2023-     | Lunds stift      | Svenska Kyrkans Unga i Maria Magdalena          |

## Vice förbundsordförande[9]
| Nr | Namn                         | Ämbetstid | Distrikt         | Lokalavdelning                                                                          |
| -- | ---------------------------- | --------- | ---------------- | --------------------------------------------------------------------------------------- |
| 1  | Olof Bråliden                | 1993-1995 | Lunds stift      | Svenska Kyrkans Unga S:t Peters kloster                                                 |
| 2  | Karin Persson                | 1995-1997 | Lunds stift      | Svenska Kyrkans Unga i Södra Sandby                                                     |
| 3  | Sofia Eriksson               | 1997-1999 | Västerås stift   |                                                                                         |
| 4  | Emma Hansen                  | 1999-2001 | Strängnäs stift  | Svenska Kyrkans Unga i Lyckå församling                                                 |
| 5  | Kristoffer Dahlqvist         | 2001-2005 | Västerås stift   | Svenska Kyrkans Unga Alvesta (2001-2003) Svenska Kyrkans Unga Stora Kopparberg (2003- ) |
| 6  | Martin Johansson             | 2005-2007 | Växjö stift      |                                                                                         |
| 7  | Johan Berkman                | 2007-2009 | Stockholm stift  | Svenska Kyrkans Unga i Huddinge - The Holy Gang                                         |
| 8  | Hannah Kroksson              | 2009-2013 | Lunds stift      |                                                                                         |
| 9  | Johan Boj Garde              | 2013-2015 | Stockholms stift |                                                                                         |
| 10 | Josef Hegart                 | 2014-2016 | Skara stift      | Svenska Kyrkans Unga i Sävare och Saleby                                                |
| 11 | Jenny Carlenius              | 2016-2017 | Linköpings stift | Svenska Kyrkans Unga S:t Lars församling                                                |
| 12 | Torsten Thorvaldsson         | 2017-2019 | Växjö stift      | Svenska Kyrkans Unga i Torslunda                                                        |
| 13 | Tova Hägglund (f.d. Lövgren) | 2019-2021 | Luleå stift      | Svenska Kyrkans Unga i Örnäset                                                          |
| 14 | Viktor Joelsson              | 2021-2023 | Skara stift      | Svenska Kyrkans Unga i Sävare och Saleby                                                |
| 15 | Noa Edwardsson               | 2023-2025 | Växjö stift      | Svenska Kyrkans Unga i Månsarp                                                          |
| 16 | Ebba Lindkvist               | 2025-     | Linköpings stift | Svenska Kyrkans Unga i Åkerbo                                                           |